# Пайн-Пойнт (тауншип, Миннесота)
Пайн-Пойнт (англ. Pine Point) — тауншип в округе Бекер, Миннесота, США. На 2000 год его население составило 419 человек.

## География
По данным Бюро переписи населения США площадь тауншипа составляет 92,8 км², из которых 89,2 км² занимает суша, а 3,7 км² — вода (3,93 %).

## Демография
По данным переписи населения 2000 года здесь находились 419 человек, 132 домохозяйства и 111 семей.  Плотность населения —  4,7 чел./км².  На территории тауншипа расположено 145 построек со средней плотностью 1,6 построек на один квадратный километр. Расовый состав населения: 23,63 % белых, 73,75 % коренных американцев и 2,63 % приходится на две или более других рас. Испанцы или латиноамериканцы любой расы составляли 0,24 % от популяции тауншипа.
Из 132 домохозяйств в 50,8 % воспитывались дети до 18 лет, в 32,6 % проживали супружеские пары, в 39,4 % проживали незамужние женщины и в 15,9 % домохозяйств проживали несемейные люди. 12,9 % домохозяйств состояли из одного человека, при том 3,8 % из — одиноких пожилых людей старше 65 лет. Средний размер домохозяйства — 3,17, а семьи — 3,27 человека.
42,2 % населения — младше 18 лет, 7,4 % — в возрасте от 18 до 24 лет, 25,5 % — от 25 до 44, 16,0 % — от 45 до 64, и 8,8 % — старше 65 лет. Средний возраст — 25 лет. На каждые 100 женщин приходилось 105,4 мужчин.  На каждые 100 женщин старше 18 приходилось 90,6 мужчин.
Средний годовой доход домохозяйства составлял 21 250 долларов, а средний годовой доход семьи —  21 250 долларов. Средний доход мужчин —  30 938  долларов, в то время как у женщин — 28 036. Доход на душу населения составил 9 210 долларов. За чертой бедности находились 33,7 % семей и 35,5 % всего населения тауншипа, из которых 44,3 % младше 18 и 33,3 % старше 65 лет.